# Villecourt
Villecourt település Franciaországban, Somme megyében. Lakosainak száma 47 fő (2022. január 1.). Villecourt Y, Béthencourt-sur-Somme, Falvy, Matigny, Pargny és Voyennes községekkel határos.

## Népesség
A település népessége az elmúlt években az alábbi módon változott:
| Lakosok száma | 59   | 58   | 58   | 57   | 57   | 54   | 50   | 47   |
|               | 2013 | 2015 | 2017 | 2018 | 2019 | 2020 | 2021 | 2022 |